# Primera División de México 1956-57
La Temporada 1956-57 fue la edición XIV del campeonato de liga de la Primera División en la denominada "época profesional" del fútbol mexicano; Comenzó el 8 de julio y finalizó el 20 de enero.
El torneo se desarrolló a partidos de visita recíproca por lo que cada club jugó 24 partidos, al final de este el Club Deportivo Guadalajara se convirtió en campeón por primera vez en su historia superando por 6 puntos al Deportivo Toluca Fútbol Club.

## Sistema de competencia
Los catorce participantes disputan el campeonato bajo un sistema de liga, es decir, todos contra todos a visita recíproca; con un criterio de puntuación que otorga dos unidades por victoria, una por empate y cero por derrota. El campeón sería el club que al finalizar el torneo haya obtenido la mayor cantidad de puntos, y por ende se ubique en el primer lugar de la clasificación. 
En caso de concluir el certamen con dos equipos empatados en el primer lugar, se procedería a un partido de desempate entre ambos conjuntos en una cancha neutral predeterminada al inicio del torneo; de terminar en empate dicho duelo, se realizará uno extra, y de persistir la igualdad en este, se alargaría a la disputa de dos tiempos extras de 30 minutos cada uno, y posteriormente Tiros desde el punto penal, hasta que se produjera un ganador.
En caso de que el empate en el primer lugar fuese entre más de dos equipos, se realizaría una ronda de partidos entre los involucrados, con los mismos criterios de puntuación, declarando campeón a quien liderada esta fase al final.
El descenso a Segunda División corresponderá al equipo que acumulara la menor cantidad de puntos, y que por ende finalice en el último lugar de la clasificación. Al igual que el campeonato, para el descenso se contempló una serie de partidos extra en caso de empate en puntos de uno o más equipos.
Para el resto de las posiciones que no estaban involucradas con la disputa del título y el descenso, su ubicación, en caso de empate, se definía por medio del criterio de gol average o promedio de goles, y se calculaba dividiendo el número de goles anotados entre los recibidos.

## Equipos participantes

### Ascensos y descensos
| Pos | Ascendido de la Segunda División 1955-56 |
| --- | ---------------------------------------- |
| 1.º | Monterrey                                |

| Pos  | Descendido en la Primera División 1955-56 |
| ---- | ----------------------------------------- |
| 14.º | Zamora                                    |

### Abandonos y anexos
| Pos |  |
| --- |  |
| -   |  |

| Pos | Abandona la Primera División 1956-57 |
| --- | ------------------------------------ |
| -   | Puebla                               |

### Equipos por entidad federativa
En la temporada 1956-1957 jugaron 13 equipos que se distribuían de la siguiente forma:
| Oro Atlas Guadalajara León Irapuato Necaxa Monterrey Toluca Cuautla América Atlante Zacatepec Tampico | \| Entidad Federativa \| N.º \| Equipos \| \| ------------------ \| --- \| -------------------------- \| \| Jalisco \| 3 \| Atlas, Oro y Guadalajara \| \| Distrito Federal \| 3 \| América, Atlante, y Necaxa \| \| Guanajuato \| 2 \| Irapuato y León \| \| Morelos \| 2 \| Cuautla y Zacatepec \| \| Nuevo León \| 1 \| Monterrey \| \| Estado de México \| 1 \| Toluca \| \| Tamaulipas \| 1 \| Tampico \| |                            |
| Entidad Federativa                                                                                    | N.º | Equipos                    |
| Jalisco                                                                                               | 3 | Atlas, Oro y Guadalajara   |
| Distrito Federal                                                                                      | 3 | América, Atlante, y Necaxa |
| Guanajuato                                                                                            | 2 | Irapuato y León            |
| Morelos                                                                                               | 2 | Cuautla y Zacatepec        |
| Nuevo León                                                                                            | 1 | Monterrey                  |
| Estado de México                                                                                      | 1 | Toluca                     |
| Tamaulipas                                                                                            | 1 | Tampico                    |

### Información de los equipos participantes
| \| Equipo \| Sede \| Estadio \| En Primera desde... \| \| -------------------- \| ------------------------ \| ---------------------- \| ------------------- \| \| América (AME) \| Ciudad de México \| Olímpico Universitario \| 1943 \| \| Atlante (ATT) \| Ciudad de México \| Ciudad de los Deportes \| 1943 \| \| Atlas (ATL) \| Guadalajara, Jalisco \| Parque Oro \| 1955 \| \| Cuautla FC (CUA) \| Cuautla, Morelos \| El Almeal \| 1955 \| \| Guadalajara (GDL) \| Guadalajara, Jalisco \| Parque Oro \| 1943 \| \| Irapuato FC (IRA) \| Irapuato, Guanajuato \| Revolución \| 1954 \| \| Club León (LEO) \| León, Guanajuato \| La Martinica \| 1944 \| \| Monterrey (MTY) \| Monterrey, Nuevo León \| Tecnológico \| 1956 \| \| Necaxa (NEC) \| Ciudad de México \| Olímpico Universitario \| 1950 \| \| Oro de Jalisco (ORO) \| Guadalajara, Jalisco \| Parque Oro \| 1944 \| \| Tampico (TAM) \| Tampico, Tamaulipas \| Tampico \| 1945 \| \| Toluca (TOL) \| Toluca, Estado de México \| Héctor Barraza \| 1953 \| \| Zacatepec (ZAC) \| Zacatepec, Morelos \| Campo del Ingenio \| 1951 \| |                          |                        |                     |
| Equipo | Sede                     | Estadio                | En Primera desde... |
| América (AME) | Ciudad de México         | Olímpico Universitario | 1943                |
| Atlante (ATT) | Ciudad de México         | Ciudad de los Deportes | 1943                |
| Atlas (ATL) | Guadalajara, Jalisco     | Parque Oro             | 1955                |
| Cuautla FC (CUA) | Cuautla, Morelos         | El Almeal              | 1955                |
| Guadalajara (GDL) | Guadalajara, Jalisco     | Parque Oro             | 1943                |
| Irapuato FC (IRA) | Irapuato, Guanajuato     | Revolución             | 1954                |
| Club León (LEO) | León, Guanajuato         | La Martinica           | 1944                |
| Monterrey (MTY) | Monterrey, Nuevo León    | Tecnológico            | 1956                |
| Necaxa (NEC) | Ciudad de México         | Olímpico Universitario | 1950                |
| Oro de Jalisco (ORO) | Guadalajara, Jalisco     | Parque Oro             | 1944                |
| Tampico (TAM) | Tampico, Tamaulipas      | Tampico                | 1945                |
| Toluca (TOL) | Toluca, Estado de México | Héctor Barraza         | 1953                |
| Zacatepec (ZAC) | Zacatepec, Morelos       | Campo del Ingenio      | 1951                |

## Clasificación final
| Pos. | Equipo          | Pts. | PJ | G  | E | P  | GF | GC | Dif. |                       |
| ---- | --------------- | ---- | -- | -- | - | -- | -- | -- | ---- | --------------------- |
| 1    | Guadalajara (C) | 36   | 24 | 17 | 2 | 5  | 47 | 22 | +25  | Campeón               |
| 2    | Toluca          | 30   | 24 | 11 | 8 | 5  | 45 | 20 | +25  |                       |
| 3    | León            | 30   | 24 | 11 | 8 | 5  | 45 | 21 | +24  |                       |
| 4    | Atlante         | 30   | 24 | 11 | 8 | 5  | 46 | 27 | +19  |                       |
| 5    | Irapuato        | 26   | 24 | 12 | 2 | 10 | 38 | 36 | +2   |                       |
| 6    | Atlas           | 25   | 24 | 9  | 7 | 8  | 35 | 35 | 0    |                       |
| 7    | Oro             | 23   | 24 | 9  | 5 | 10 | 38 | 40 | −2   |                       |
| 8    | Cuautla         | 22   | 24 | 10 | 2 | 12 | 28 | 38 | −10  |                       |
| 9    | Necaxa          | 21   | 24 | 7  | 7 | 10 | 30 | 34 | −4   |                       |
| 10   | Tampico         | 20   | 24 | 7  | 6 | 11 | 27 | 46 | −19  |                       |
| 11   | América         | 18   | 24 | 5  | 8 | 11 | 25 | 44 | −19  |                       |
| 12   | Zacatepec       | 16   | 24 | 5  | 6 | 13 | 24 | 42 | −18  |                       |
| 13   | Monterrey       | 15   | 24 | 4  | 7 | 13 | 23 | 46 | −23  | Descenso de categoría |

 Fuente: [cita requerida]

### Resultados
| Local \ Visitante | AME | ATT | ATL | CUA | GUA | IRA | LEO | MON | NEC | ORO | TAM | TOL | ZAC |
| ----------------- | --- | --- | --- | --- | --- | --- | --- | --- | --- | --- | --- | --- | --- |
| América           | —   | 0–1 | 1–1 | 2–1 | 1–3 | 0–3 | 1–5 | 5–1 | 1–2 | 2–1 | 0–3 | 2–2 | 2–0 |
| Atlante           | 2–0 | —   | 5–3 | 3–0 | 1–2 | 2–1 | 1–1 | 5–0 | 4–3 | 0–2 | 8–0 | 3–3 | 1–1 |
| Atlas             | 1–1 | 1–1 | —   | 1–1 | 0–2 | 0–3 | 2–0 | 2–0 | 1–1 | 1–1 | 1–3 | 0–1 | 4–2 |
| Cuautla           | 0–1 | 2–0 | 0–2 | —   | 1–2 | 3–1 | 1–0 | 2–1 | 3–0 | 1–2 | 1–0 | 2–0 | 1–0 |
| Guadalajara       | 7–0 | 2–0 | 0–2 | 3–1 | —   | 1–0 | 2–2 | 3–1 | 1–0 | 2–1 | 1–2 | 0–0 | 2–0 |
| Irapuato          | 0–0 | 0–1 | 0–2 | 3–0 | 2–1 | —   | 3–2 | 3–2 | 3–1 | 1–0 | 6–2 | 0–4 | 0–1 |
| León              | 2–2 | 1–1 | 4–1 | 0–0 | 2–1 | 1–0 | —   | 1–1 | 1–1 | 4–0 | 6–0 | 1–0 | 4–0 |
| Monterrey         | 1–1 | 1–1 | 1–1 | 2–0 | 0–4 | 1–2 | 0–3 | —   | 1–2 | 2–0 | 2–1 | 1–1 | 2–0 |
| Necaxa            | 2–1 | 0–2 | 2–2 | 2–0 | 0–2 | 1–0 | 1–1 | 1–1 | —   | 4–0 | 2–2 | 0–0 | 0–1 |
| Oro               | 2–0 | 1–1 | 0–2 | 5–1 | 2–3 | 6–1 | 0–1 | 1–1 | 2–1 | —   | 3–1 | 1–1 | 3–3 |
| Tampico           | 1–1 | 1–0 | 3–1 | 1–3 | 0–1 | 1–3 | 1–1 | 1–1 | 2–1 | 1–1 | —   | 0–0 | 1–0 |
| Toluca            | 2–0 | 0–1 | 1–2 | 6–1 | 3–0 | 3–0 | 1–0 | 3–0 | 2–3 | 5–1 | 2–0 | —   | 4–1 |
| Zacatepec         | 1–1 | 2–2 | 1–2 | 1–3 | 1–2 | 2–2 | 2–1 | 2–1 | 1–0 | 1–2 | 1–0 | 1–1 | —   |

|                                  |
| Guadalajara Campeón 1.er título. |

## Ganadores
- Liga: Guadalajara
- Copa: Zacatepec
- Campeón de Campeones: Guadalajara

## Máximos goleadores
| Nombre                         | Club        | Goles |
| ------------------------------ | ----------- | ----- |
| Crescencio "Mellone" Gutiérrez | Guadalajara | 19    |
| Oswaldo Martinolli             | León AC     | 17    |
| Héctor Hernández García        | Oro         | 14    |
| Julio María Palleiro           | Toluca      | 14    |
| Carlos González Cabrera        | Atlas       | 13    |
| Eduardo González Palmer        | América     | 13    |
| Mateo de la Tijera             | León        | 11    |
| Ligorio López                  | Irapuato    | 11    |
| Gabriel Uñate                  | Toluca      | 11    |
| Juan Lecca                     | Tampico     | 10    |
| José Vigo                      | Oro         | 9     |
| Carlos Calderón de la Barca    | Atlante     | 8     |
| Guadalupe Díaz                 | Tampico     | 8     |
| Agustín Díaz                   | Zacatepec   | 8     |

## Descenso y Ascenso

### Descenso
Al final de la temporada el Club de Fútbol Monterrey desciende a la Segunda División de México al terminar en el 13.vo lugar general, con únicamente 15 puntos en 24 juegos.
Por otro lado, el Puebla FC que había pedido permiso a la Federación Mexicana de Fútbol para no participar en esta temporada, desaparece definitivamente al concluir este torneo por lo que no fue considerado para la siguiente temporada.

### Ascenso
El Club Deportivo Zamora, a un año de haber descendido, se corona campeón de la Segunda División de México y con ello logra el ascenso directo a primera división.
También logra el ascenso el Club Morelia, al ser subcampeón de la segunda división, se le da la oportunidad de participar en primera división entrando en sustitución del desaparecido Puebla FC.